# Est à laine Mérinos
L'Est à laine mérinos est une race ovine du nord-est de la France. Elle est originaire du sud-ouest de l'Allemagne, le Wurtemberg, où elle a été formée à partir de sujets mérinos importés d'Espagne puis de  France. Les animaux sont de grande taille, sans cornes, avec une toison blanche, étendue, de type mérinos. La tête est blanc grisé, enlainée sur le front, avec des oreilles semi pendantes. C'est une race très résistante dans le milieu extérieur et particulièrement adaptée à la marche. Race maternelle par excellence, elle est utilisée pure ou en croisements pour produire des agneaux de boucherie lourds (agneaux dits de bergerie). Comme les mérinos en général, c'est une excellente productrice de laine fine, abondante, longue et résistante. Son schéma de sélection recourt au testage sur descendance, et dispose d'un centre d'élevage. Selon le Bureau des ressources génétiques, en 2005, on comptait environ 50 000 brebis.

## Histoire
L'Est à laine mérinos est issu de moutons originaires de la région de Wurtemberg dans le sud-ouest de l'Allemagne,.
De même qu'en France, sous Louis XV d'abord, puis surtout sous Louis XVI, ensuite, pour la création du Mérinos de Rambouillet, l'histoire du Mérinos en Allemagne est directement en relation avec des importations qui ont été rendues possibles par le cousinage de chefs d'État, princes ou rois, avec le roi d'Espagne.

Le duché de Wurtemberg reçut ses premiers mérinos en 1786 : Charles II de Wurtemberg importa dans son duché 74 béliers et un petit nombre de brebis, en provenance d'Espagne et de France. Mais ce sont les troupeaux Mérinos de Saxe qui ont acquis la plus grande réputation grâce aux importations réalisées à partir de 1765 par le  Prince Electeur de Saxe d'où le nom de race électorale qui fut donnée à l'une des variétés souches du troupeau allemand.
Ces importations de Mérinos en Allemagne donnèrent naissance, entre autres, à un « mérinos de pays » (Merinolandschaf) qui bénéficia par la suite d'autres infusions de sang Mérinos de type Rambouillet et de type  Précoce, en provenance de France, notamment à l'issue de la guerre franco-allemande de 1870. Pendant l'annexion de l'Alsace-Lorraine, de 1871 à 1918, les moutons wurtembourgeois y venaient en transhumance et peu à peu ils s'y implantèrent en débordant ensuite sur les départements limitrophes. Ce mode particulier de transhumance dite transhumance horizontale a longtemps occupé une place importante dans l'élevage ovin du sud-ouest de l'Allemagne ,. Cette transhumance horizontale a aussi été très présente dans l'Est de la France, en Alsace et en Lorraine principalement, où elle est étroitement liée à l'élevage du mérinos, 
Du fait de cette communauté d'origines, la race Est à laine mérinos offre aujourd'hui une parenté génétique étroite avec le mérinos allemand  avec lequel des échanges se sont maintenus.
Les éleveurs français améliorèrent ce mouton pour les caractères de précocité, conformation et production lainière. L'Alsace fut le berceau de cette amélioration qui est activement poursuivie en Lorraine au XXIe siècle. Après une première tentative de création en 1928, le flock book de la race est créé le 9 juin 1947. Pour marquer les différences d'orientation par rapport au type originel, la race qui jusque-là s'était appelée « Wurtembergeoise » rechercha une nouvelle dénomination. Après quelques hésitations, elle fut, en 1950, officiellement autorisée à prendre le nom de « Race de l'Est à laine mérinos ». L'UPRA est créée en 1976. Les éleveurs intègrent Génovin Service en 1999, et, depuis 2000, une collaboration est instituée avec la Chambre d'Agriculture de Lorraine.

### Dénominations
Localement, l'Est à laine mérinos est aussi parfois dénommé « Alsacien » au regard de ses origines. En anglais, c'est aussi le Merino sheep of eastern France.

## Description

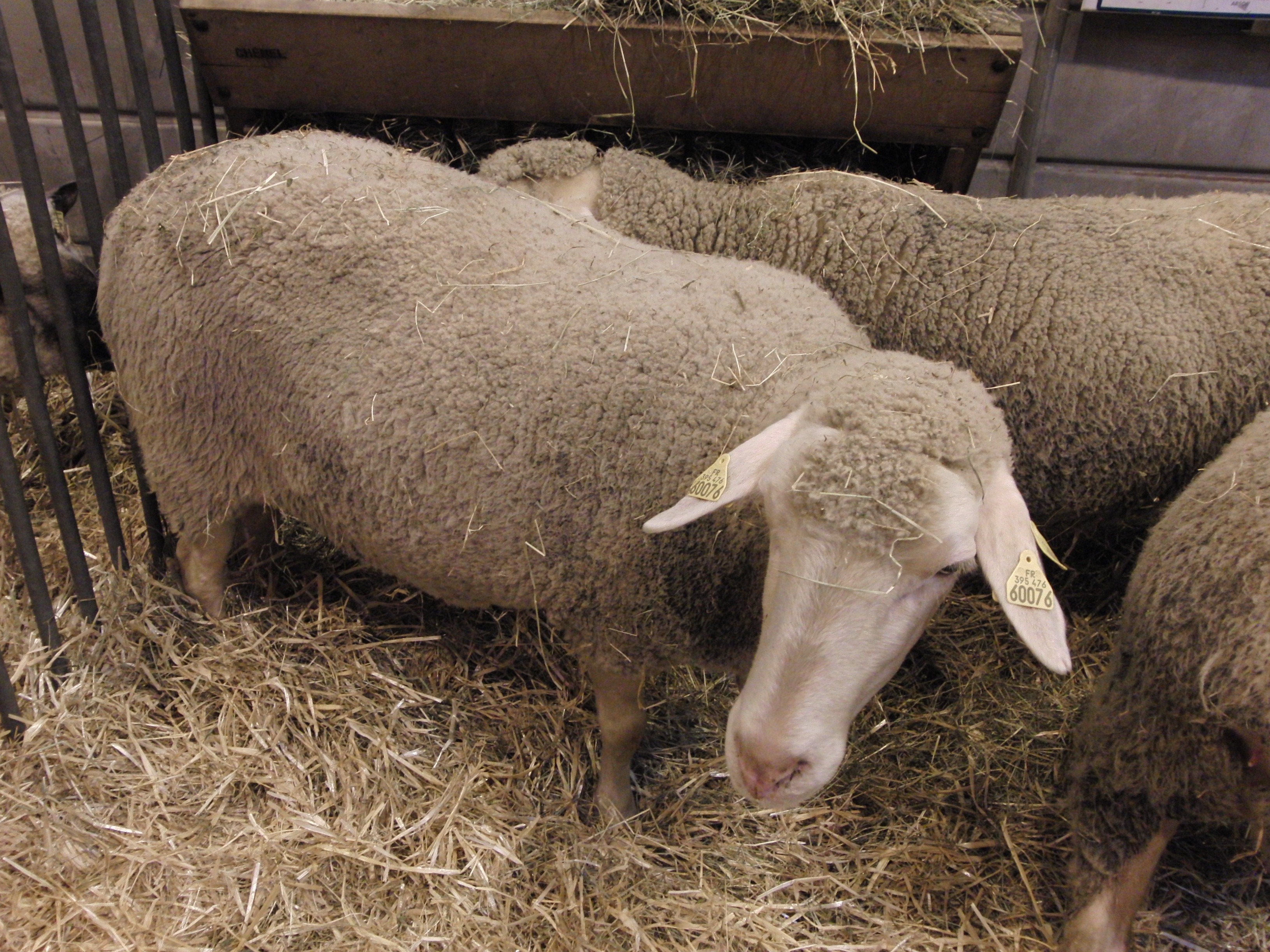
Brebis Est à laine mérinos.

Le standard officiel de la race est le suivant :

- Tête : allongée, couleur blanc-gris à poils fins ; oreilles longues légèrement pendantes.
- Encolure: cou moyen sans pli ni fanon.
- Tronc :  long, poitrine et garrot larges, dos horizontal et croupe arrondie vers la queue
- Aplombs : corrects, très bonne ossature
- Peau : non plissée
- Membres : toujours marqués de tâches de même couleur que celles de la tête
- Laine :

Couleur : blanche 

Étendue : toison très étendue garnissant le front, la naissance des oreilles et une partie des joues, revêtant toutes les parties du corps, s'arrêtant au genou et débordant sur le jarret.

Finesse minimum : 100

Poids moyen des toisons : béliers : 6,5 kg ; brebis : 4,5 kg

- Poids:  Brebis adulte : 70 à 90 kg, Béliers adultes : 90 à 120 kg

Pour la diagnose de la race, outre l'étendue de la toison de type mérinos, dense, à mèches carrées sur le corps et qui laisse la face à découvert, ainsi que l'absence de cornage qui la distingue des races mérinos comme le Mérinos de Rambouillet et le Mérinos d'Arles, on retiendra aussi l'allure souvent altière de l'animal, avec une encolure et un port de tête relevés.

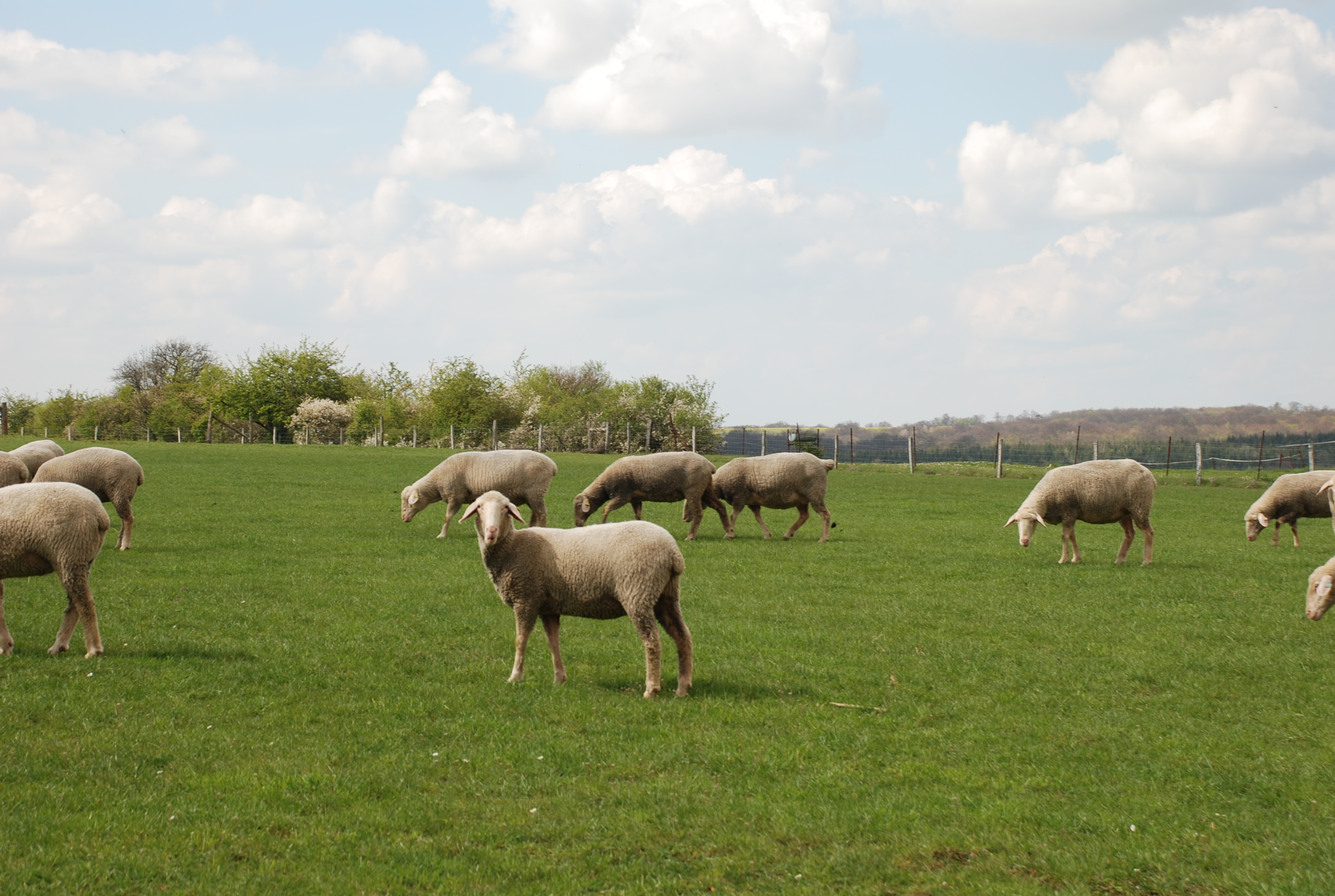
Béliers de la race ovine de l'Est à laine mérinos.
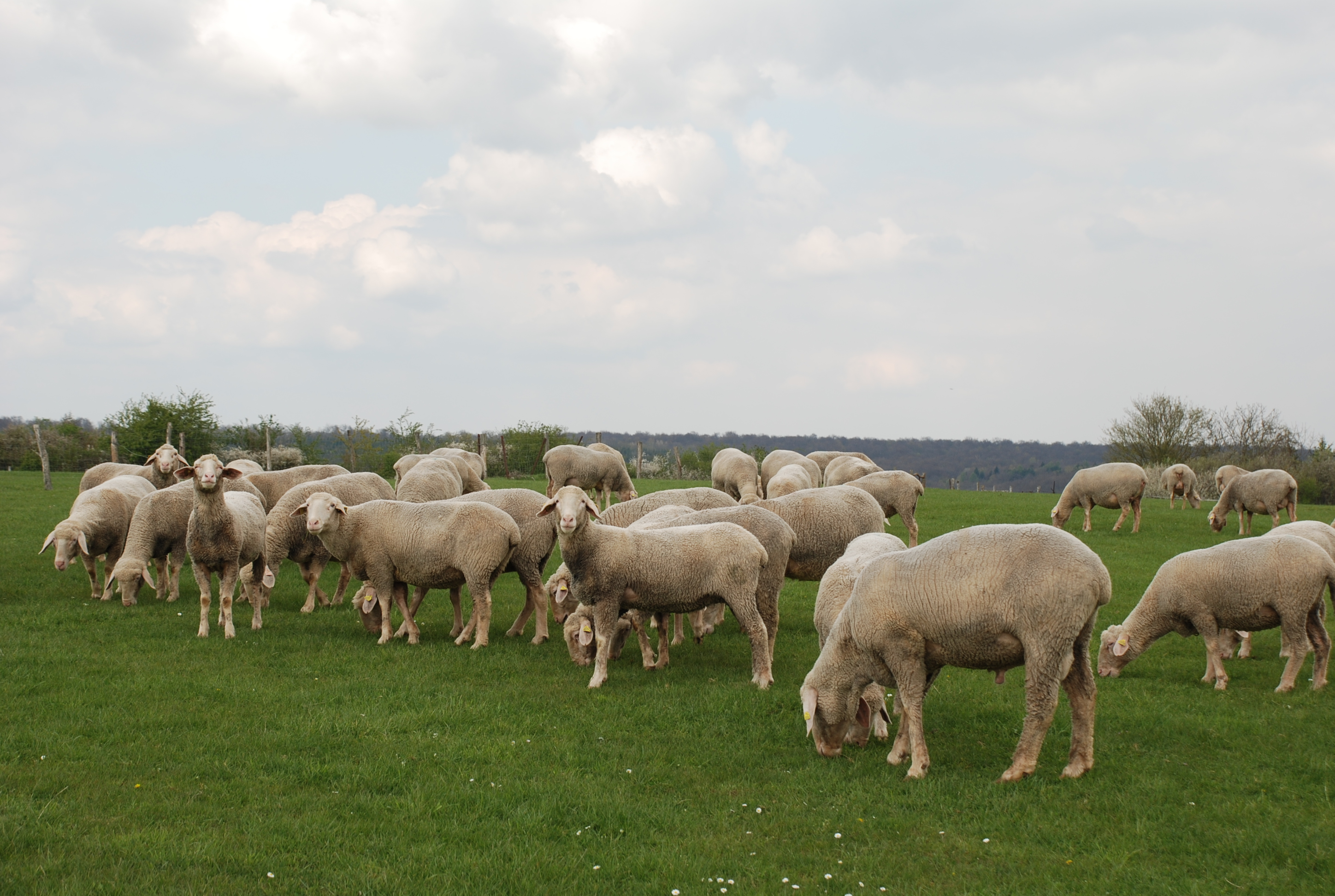
Elevage Simon à Prény (Meurthe-et-Moselle)
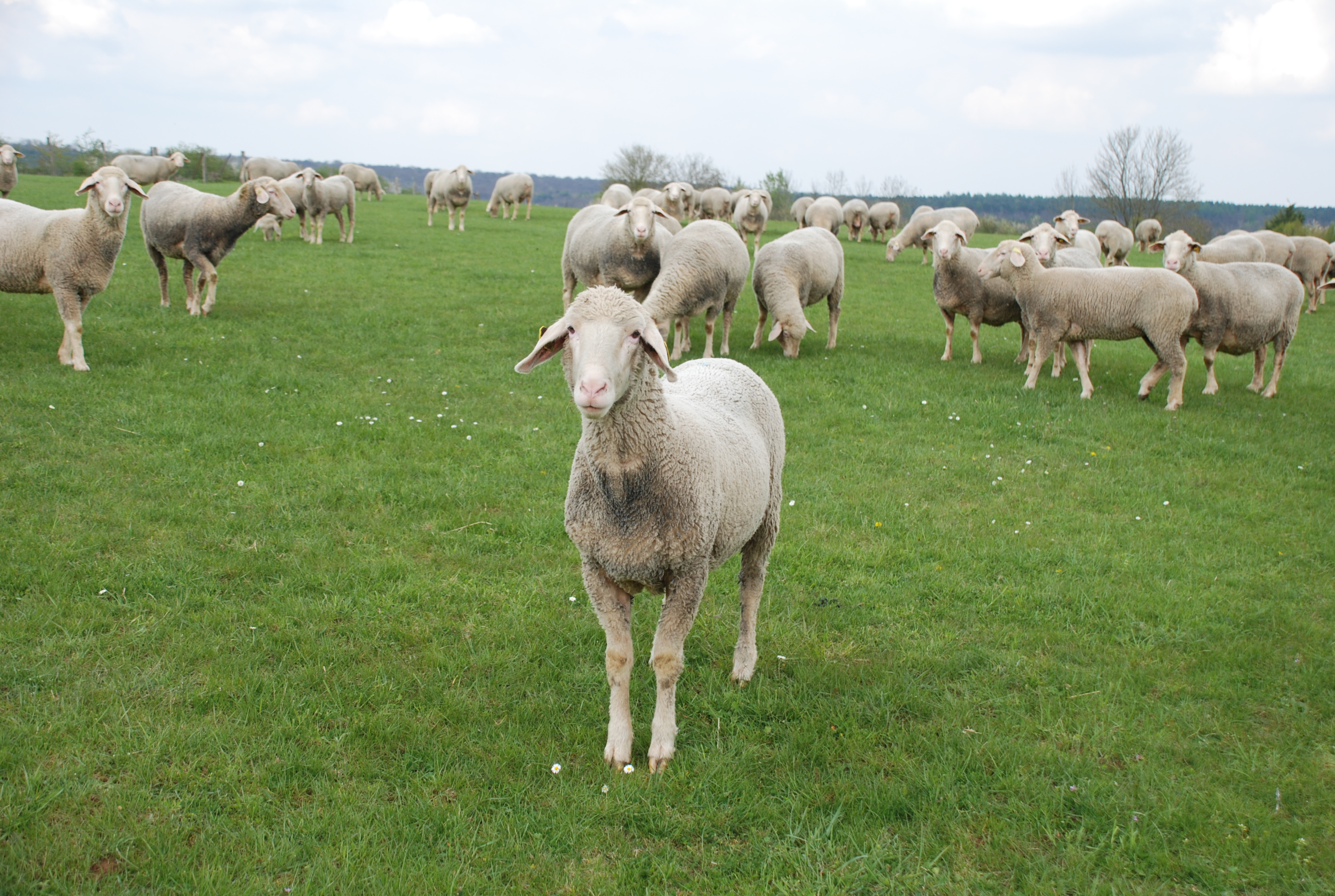
Ovins de la race ovine de l'Est à laine mérinos.
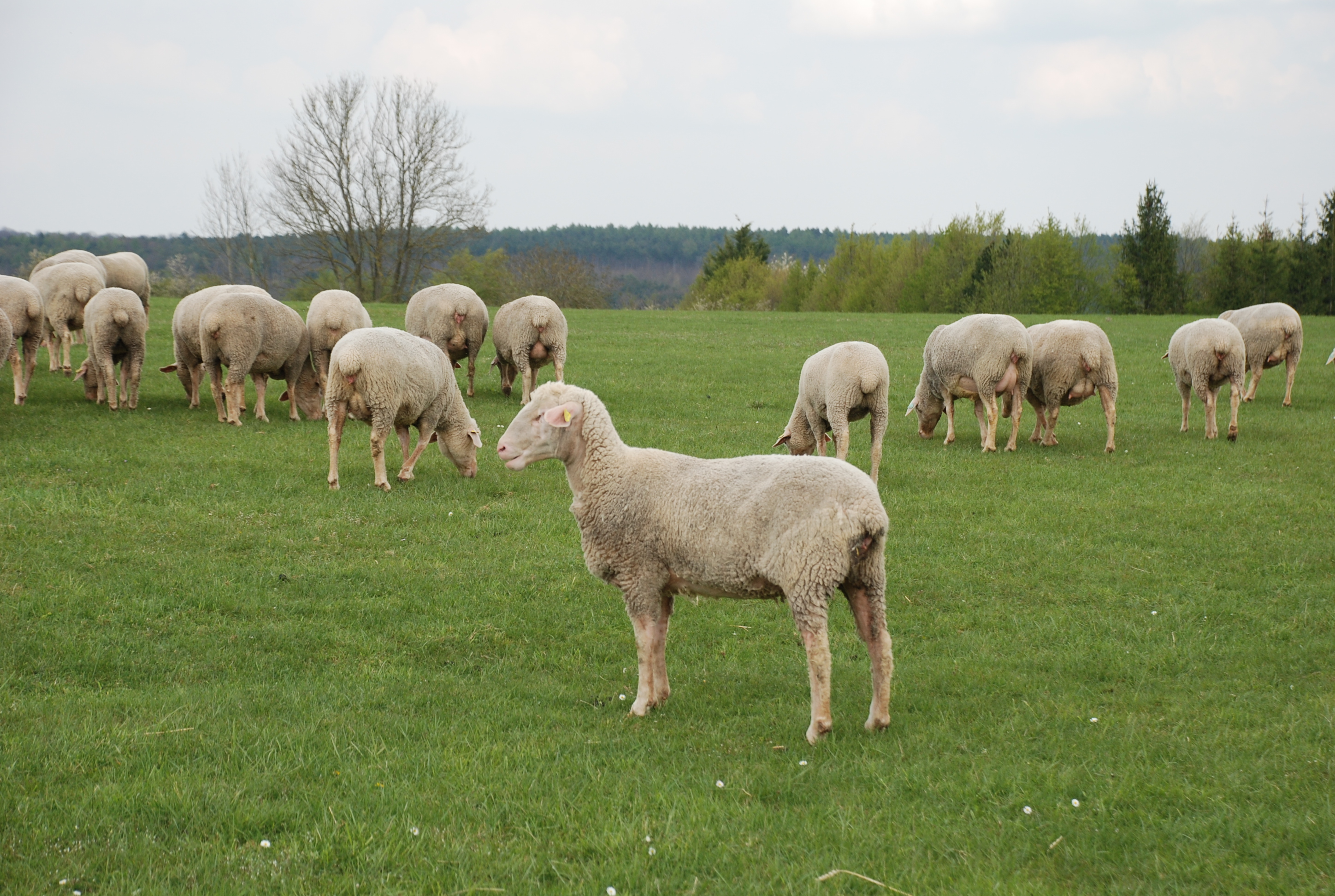
Ovins de la race ovine de l'Est à laine mérinos

## Sélection
Le programme de sélection de l'Est à laine mérinos bénéficie du soutien de la Chambre d'agriculture de Meurthe-et-Moselle. Celle-ci met à disposition de la race un technicien pour suivre le programme,.

### La base de sélection

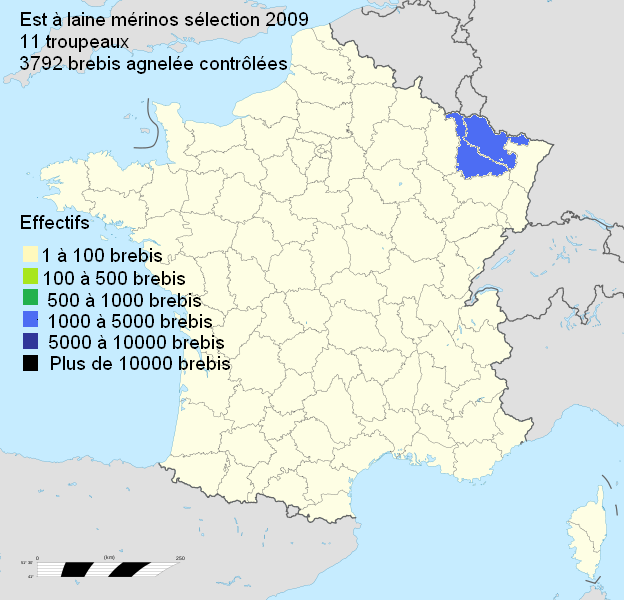
Berceau d'élevage de l'Est à laine mérinos en 2009.

En 2009, ce programme s'appuyait sur une base de sélection de 3 792 brebis présentes dans 11 élevages situés sur 2 départements, la Moselle et la Meurthe-et-Moselle, contre 7 000 environ dans 16 élevages sur 5 départements en 2005. Cette fonte des effectifs est la conséquence de la crise ovine qui affecte tout l'élevage européen et qui a conduit à des mesures de relance instituées en 2010 via l'accord européen Bilan de santé de la PAC adopté en 2008.

### Le schéma de sélection
Depuis 1981, le programme de sélection s'appuie sur un centre d'élevage près de Nancy qui accueille chaque année 50 à 60 jeunes béliers de la race, choisis sur leur ascendance. Leurs performances y sont enregistrées. La plupart sont ensuite vendus aux éleveurs lors de ventes annuelles aux enchères, mais les meilleurs d'entre eux sont ensuite intégrés à un schéma de testage sur la descendance. Les étapes en sont celles de tout schéma de ce type, à savoir : l'insémination d'un certain nombre de brebis avec la semence de ces béliers, le contrôle et l'enregistrement des performances de leur descendance en ferme, l'estimation de leur valeur génétique (index) à partir de ces résultats.  Les béliers qui ont la meilleure valeur index sont qualifiés béliers améliorateurs et leur semence est diffusée à grande échelle par insémination artificielle. 600 à 700 inséminations ont lieu chaque année dans la race.

Les objectifs de sélection sont:
- le développement des qualités maternelles des brebis
- la conservation du potentiel lainier
- la résistance génétique à la tremblante du mouton[12],[6].

Le schéma de sélection cherche également à produire des agnelles de qualité, pour assurer le développement des troupeaux. Un programme de qualification des agnelles a ainsi été créé en Lorraine, et fournit aux éleveurs 3 000 animaux chaque année, pour le renouvellement et l'accroissement d'élevages, voire la création de nouveaux troupeaux.

### Résultats du contrôle des performances  en élevages de sélection[11]
- La prolificité lors de mise-bas après œstrus naturel a été de 128,1 % pour des mises bas de 445 brebis jusqu'à 19 mois, 151,7 % pour des mises bas de 3 339 brebis de plus de 19 mois, dans les élevages de sélection.
- Le poids à âge-type de 30 jours (PAT 30 j) qui est un indicateur du potentiel laitier des brebis estimé au travers du croît des agneaux sur cette période est livré dans le tableau suivant :

PAT 30 j des agneaux exprimé en kg dans les élevages en organisme de sélection en 2009
|            | simples  | simples | doubles  | doubles | triples et plus |
| mâles      | femelles | mâles   | femelles |         | triples et plus |
| ---------- | -------- | ------- | -------- | ------- | --------------- |
| moyenne    | 15,2     | 14,0    | 12,0     | 11,5    | 11,3            |
| effectif   | 919      | 885     | 1 170    | 1 230   | 46              |
| écart-type | 3,0      | 2,8     | 2,4      | 2,2     | 1,9             |

## Aptitudes

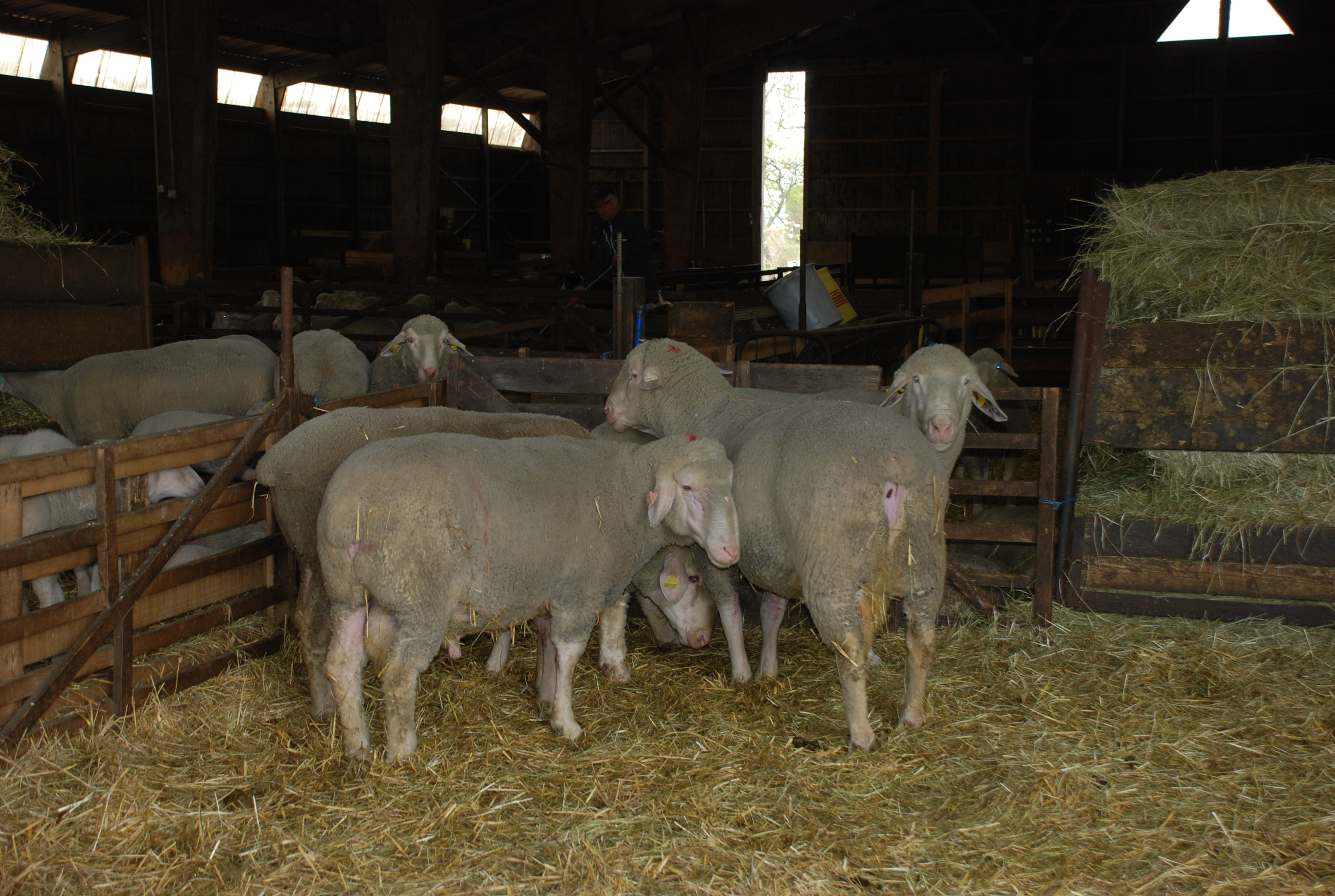
Béliers Est à laine mérinos

L'Est à laine mérinos offre toutes les caractéristiques d'une race dite maternelle au sens zootechnique du terme :
- excellente aptitude au désaisonnement comme chez tous les ovins de type Mérinos, ce qui autorise la production d'agneaux précoces de bergerie.  On note ainsi un nombre important d'agnelages en automne, ce qui implique une lutte au printemps et au début d'été, à une période l'année qui n'est pas la saison de reproduction classique des moutons[Note 2].

- facilité d'agnelage
- très bonnes qualités maternelles : bonne valeur laitière, docilité, adoption aisée d'agneaux d'autres brebis.
 La prolificité est moyenne avec environ 1,6 agneau par portée[13].
- rusticité : l'Est à laine mérinos est une race rustique. Elle est dotée d'une grande capacité d´ingestion et s´adapte à toutes sortes de régimes alimentaires. Elle valorise bien les fourrages grossiers, notamment la paille produite en grandes quantités dans l'Est et qui est donc souvent intégrée dans les rations hivernales à hauteur de 30 % de la ration[9]. Comme les autres races ovines mérinos, elle offre une excellente résistance au froid et aux intempéries grâce à sa toison étendue, homogène, dense, isolante, fine et à croissance plus rapide, ce qui se traduit par une augmentation modérée de la thermogenèse au cours de l’exposition à la pluie et au vent, comme l'ont montré des résultats obtenus à partir d'essais expérimentaux en station, comparatifs avec d'autres races non mérinos [14].
- grégarité : comportement naturel commun à tous les animaux de type mérinos se traduisant par le maintien à l'état groupé (et donc la non dispersion) des animaux en pâture ou à l'herbage.
- résistance et aptitude à la marche : autrefois, les troupeaux stationnant en Alsace partaient dès le mois d'avril pâturer très loin de leurs bergeries où ils ne revenaient qu'en novembre.

L'ensemble de ces aptitudes se traduit par un confort ou une relative facilité de conduite du troupeau pour l'éleveur.

## Élevage
Elle est utilisée en race pure ou en croisement avec des béliers typés viande d'autres races. Le croisement à double étage entre une brebis  Suffolk x Est à laine mérinos et un bélier  Île-de-France est assez répandu.

Elle peut être utilisée dans des systèmes de plein air quasi-intégral, où les animaux passent entre 9 et 10 mois à l´extérieur, grâce à sa bonne rusticité. De manière plus générale, elle s'adapte à tout type de système, et sa forte capacité de désaisonnement lui permet d'être mise à la reproduction à n'importe quelle période de l'année. La plupart des systèmes qui pratiquent le désaisonnement dans sa région d'origine utilisent cette race.

### Productions

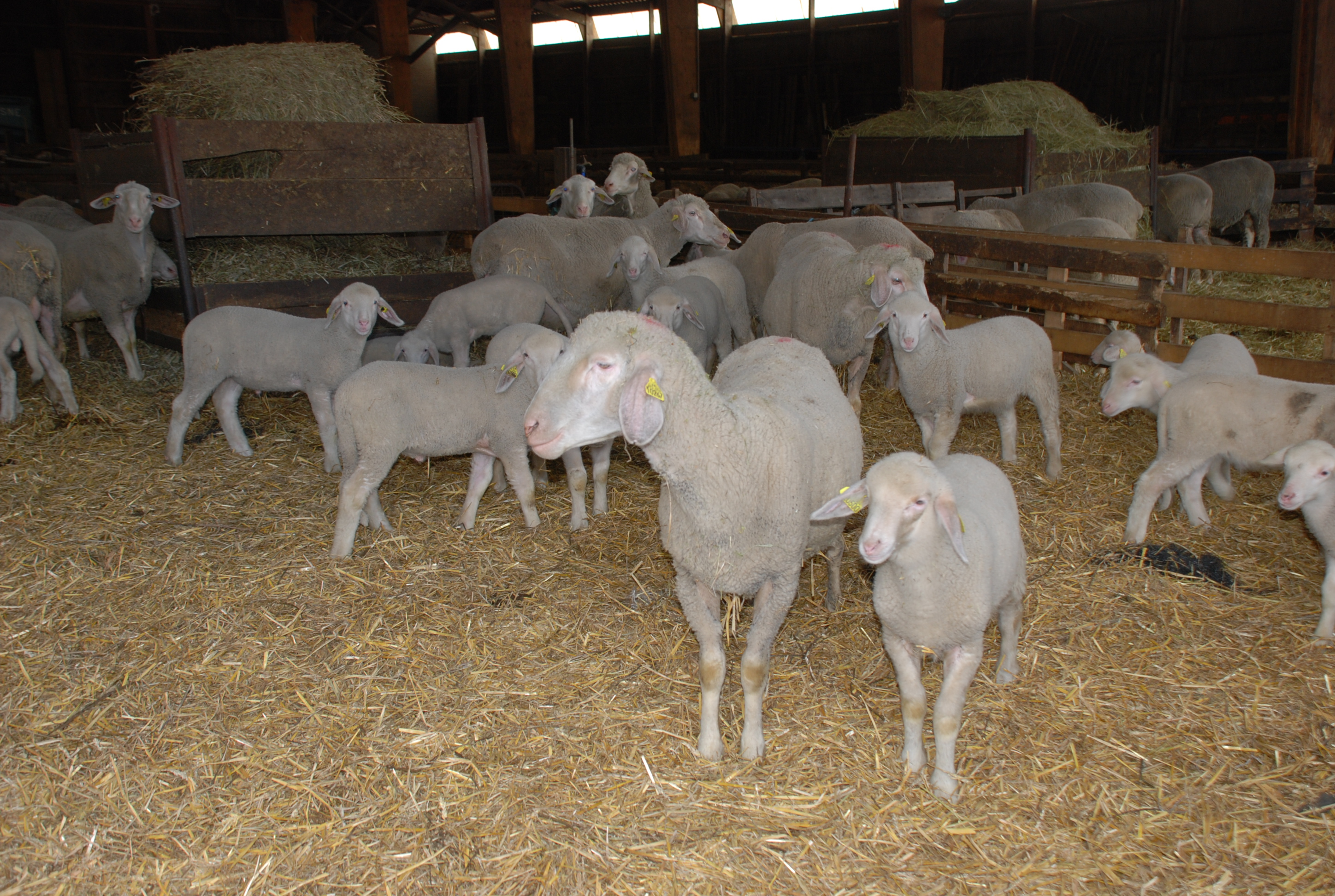
Brebis et agneaux Est à laine mérinos en bergerie

Les systèmes d'exploitation mis en œuvre dans l'Est de la France livrent les deux types de production de viande ovine : 
- l'agneau de bergerie est prédominant comme dans les régions voisines du Bassin Parisien, avec  des agnelages d'automne et d'hiver auxquels les brebis Est à laine mérinos sont très bien adaptées. Très souvent produits en croisements, avec des béliers  Île-de-France ou  Suffolk   principalement, ces agneaux sont abattus à 120 jours en moyenne, après une phase hivernale d'élevage en bergerie. L'alimentation est essentiellement basée sur le lait de la mère avec une complémentation, dans la phase de finition, avec des aliments à base de céréales et de compléments azotés et minéraux produits sur l'exploitation ou achetés. Cette production est l'orientation largement dominante dans les exploitations ovines du grand Est [15]. En race pure, les agneaux de bergerie sont commercialisés à l'âge de 125 jours en moyenne, ils sont assez lourds, ils donnent des carcasses pesant entre 18,5 à 20 kg, assez bien classées avec 80 % en R ou au-dessus (dans le classement des carcasses EUROP).

- l'agneau d'herbage obtenu après une lutte d'automne et des agnelages de printemps, est moins fréquent, il se retrouve dans des exploitations à vocation herbagère ayant une faible surface céréalière.

- La laine : comme les autres races appartenant à la famille des mérinos, le mouton de l'est à laine mérinos possède une laine de qualité en quantité importante. La toison pèse en effet entre 4 et 4,5 kg en moyenne, et a une finesse variant entre 25 et 30 microns[9].

### Intégration au sein d'un programme environnemental régional
La race Est à laine Mérinos est associée au Parc naturel régional de Lorraine, au sein duquel elle est intéressante pour entretenir les pelouses calcaires et les friches qui menacent de s'embroussailler, tout particulièrement dans la Réserve naturelle régionale de la côte de Delme. Dans ce domaine, on peut se reporter aussi à ce qui se fait en Allemagne, dans le Jura souabe en particulier, en matière d'association d'un élevage ovin mérinos extensif et de préservation d'espaces calcaires naturels .

## Diffusion
L'Est à laine mérinos est principalement localisée dans les régions de l´Est de la France, notamment l'Alsace et la Lorraine. Elle était autrefois presque la seule race de ce secteur, et dans les années 1960 les troupeaux ovins élevés en plein-air entre l'Alsace et la Champagne étaient presque uniquement de cette race. Elle y garde une forte importance, puisqu'elle représente en race pure ou en croisements 50 à 60 % de la population ovine du nord-est de la France. Quelques reproducteurs de la race ont par ailleurs été exportés vers l'Allemagne, la Grande-Bretagne, la Suisse et même en Europe de l'Est ou au Maghreb.

## Concours d'animaux et manifestations publiques
Un concours de la race Est à laine mérinos a lieu tous les ans dans le cadre de Stan Elevage, manifestation annuelle de l'élevage lorrain qui se tient l'avant-dernier week-end de septembre dans le parc du château de Lunéville.

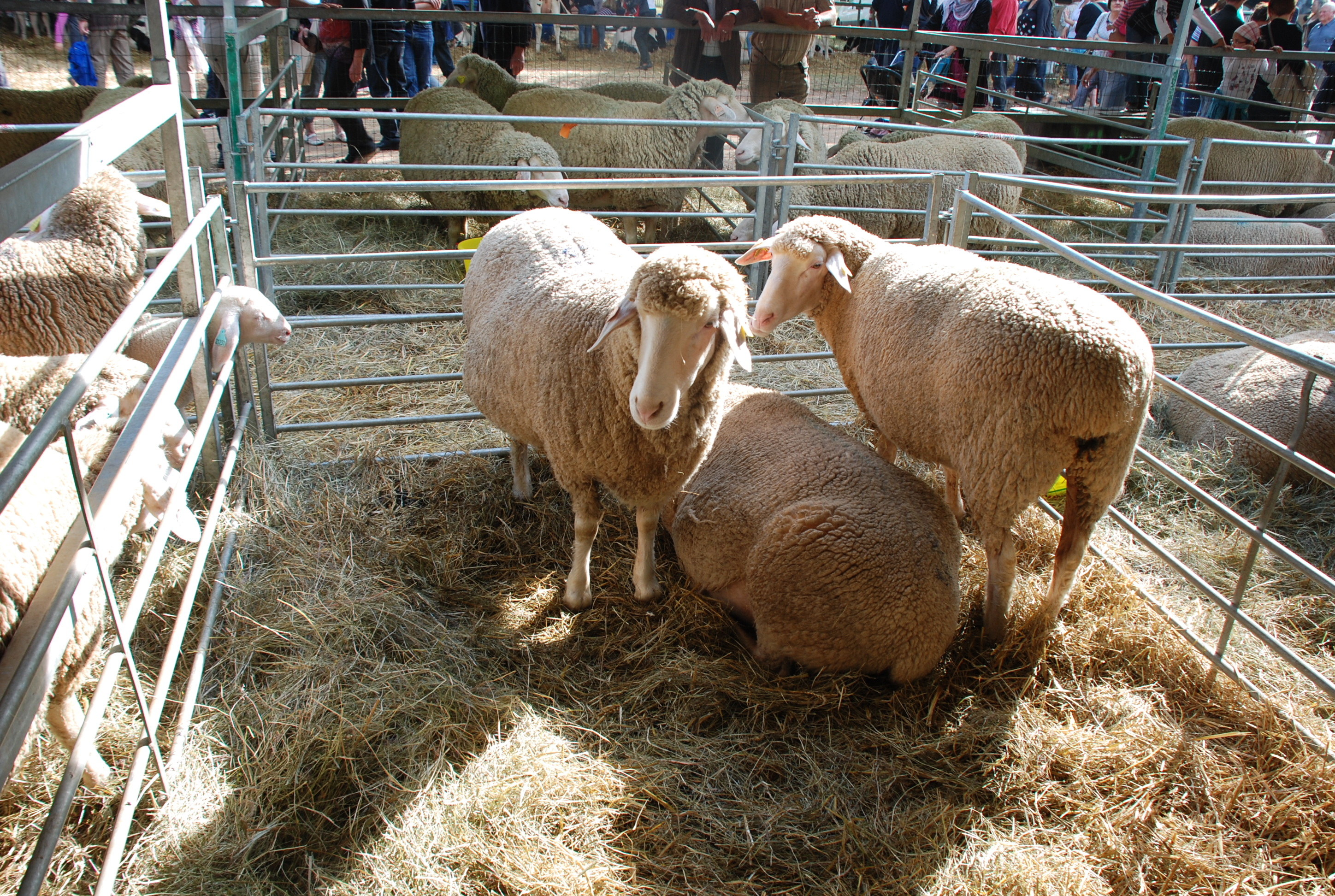
Est à laine mérinos de l'Elevage Pierre Jeanpert à Stan Elevage 2012
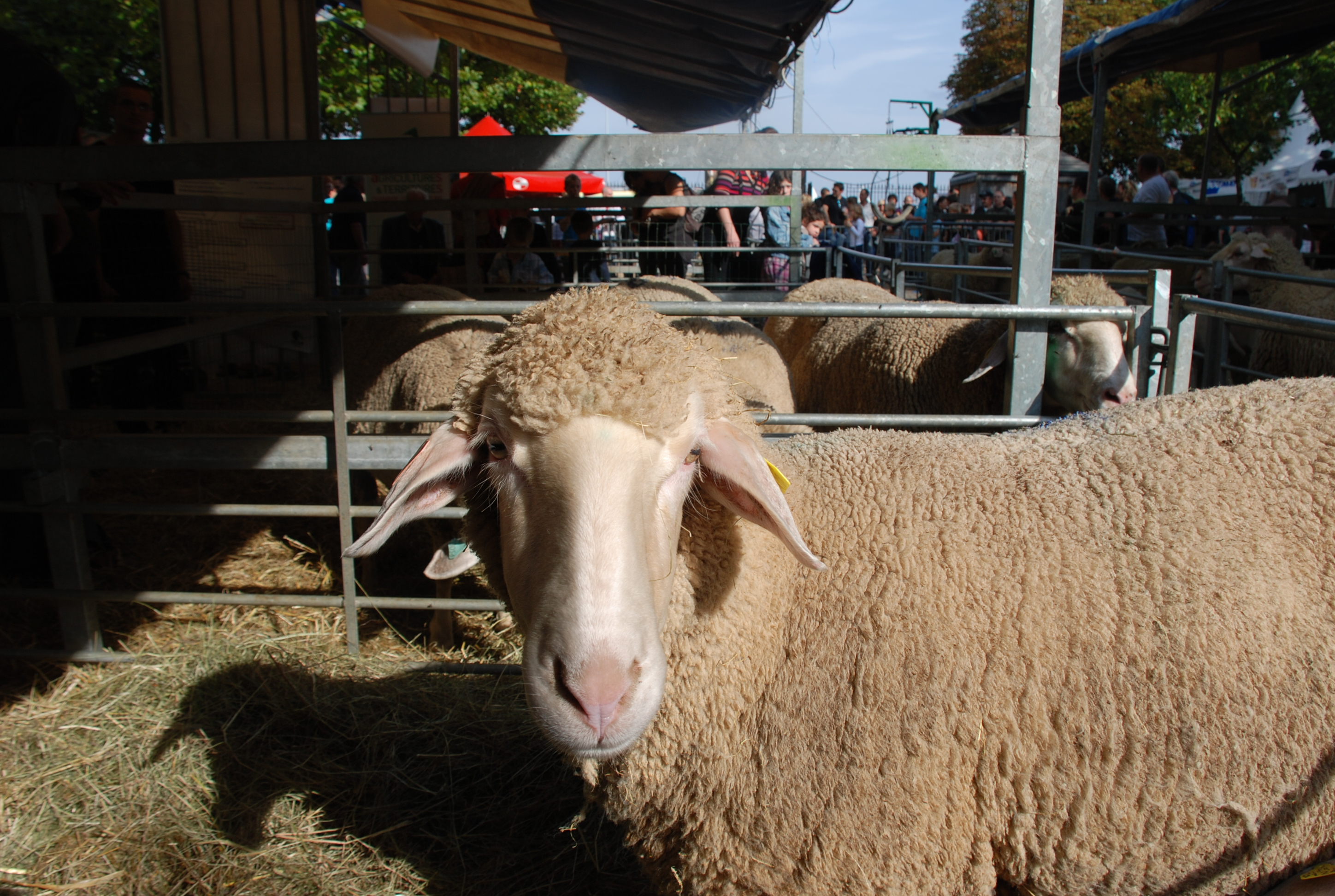
Est à laine mérinos de l'Elevage Pierre Jeanpert à Stan Elevage 2012
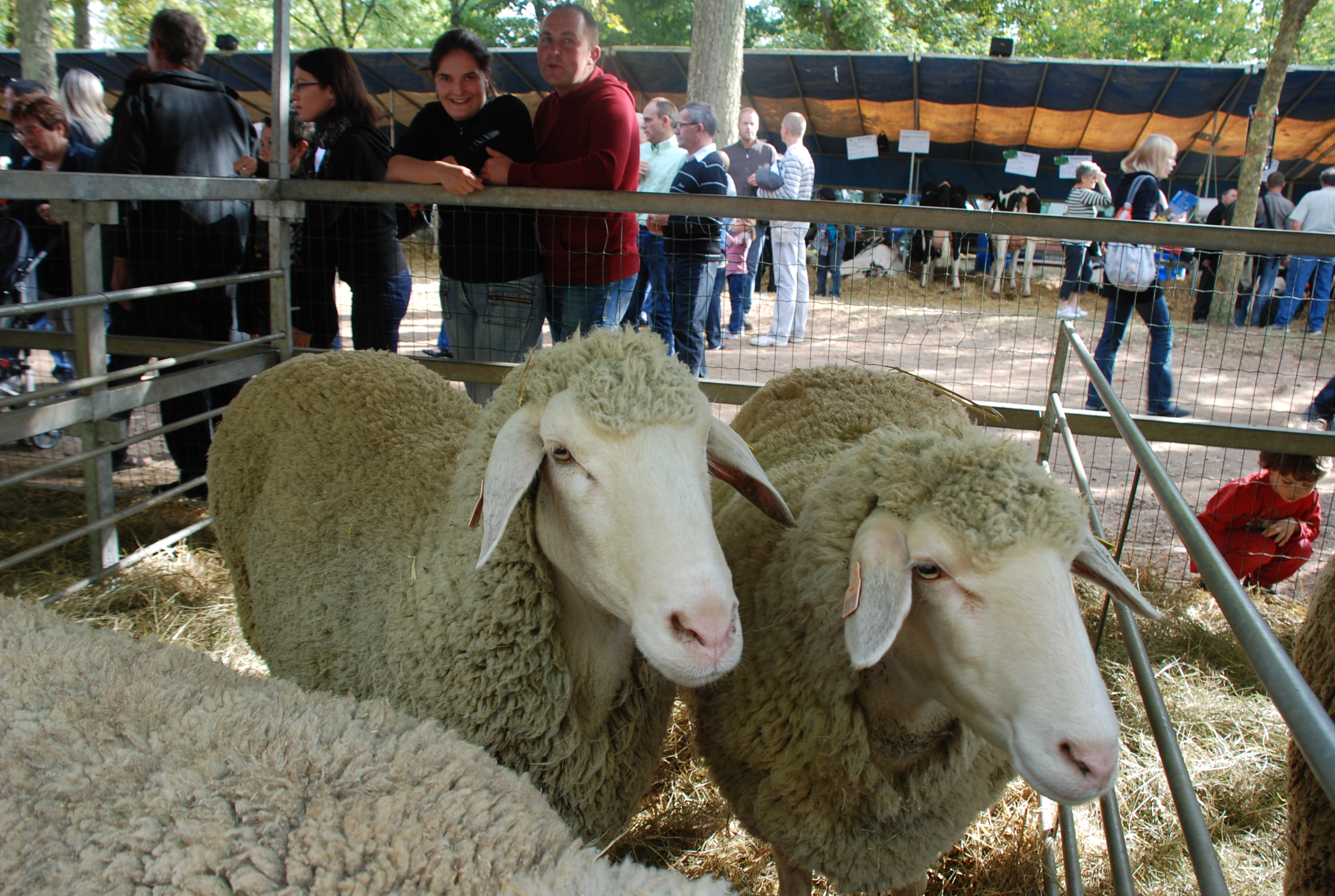
Est à laine mérinos de l'Elevage Pierre Jeanpert à Stan Elevage 2012
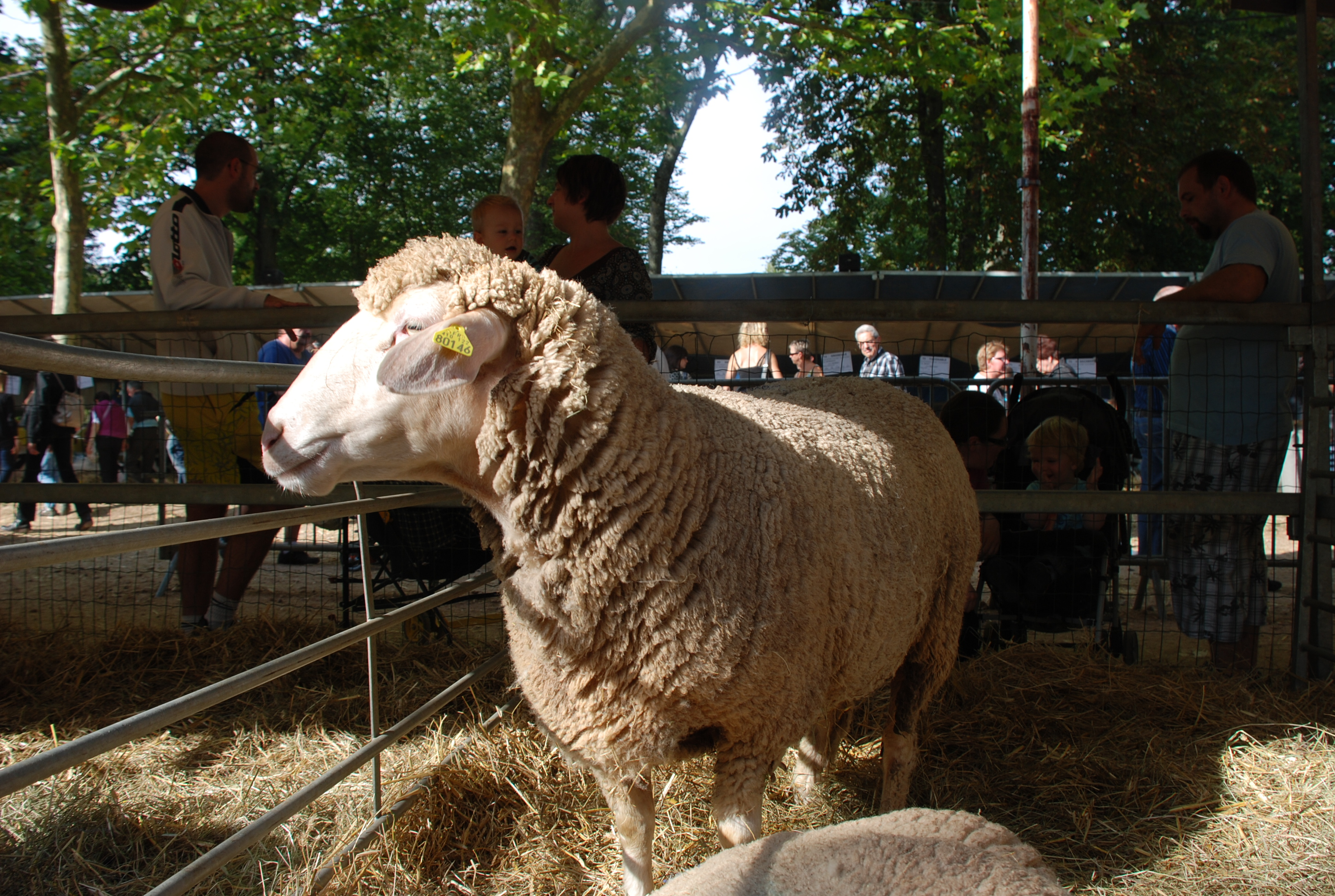
Est à laine mérinos de l'Elevage Pierre Jeanpert à Stan Elevage 2012